# Marzan
Marzan [maʁzɑ̃] est une commune française, située dans le département du Morbihan en région Bretagne.
Cette ancienne paroisse agricole et rurale doit à sa situation de carrefour sur la voie fluviale de la Vilaine, et aux  passages des voies terrestres, d'avoir eu un passé mouvementé depuis que l'homme remonte les fleuves, les traverse et protège ces lieux. En 1945, elle fait face à la frontière ouest de  la poche allemande de Saint-Nazaire. Au XXIe siècle, deux ponts et un axe routier rapide réduisent les temps de transport et favorisent l'installation d'habitants qui travaillent dans des communes plus importantes.

## Toponymie
En 895, le cartulaire de l'abbaye de Redon, mentionne Marsin », Marsen en 1427 ; Marzen en 1427, 1448, 1464, 1481, et en 1514. L’écriture actuelle de Marzan apparaît en 1536.
Le nom de Marzan vient, peut-être de Martin, Martin est prononcé Marzhin (marzine), en breton. Ou est formé du breton arzh, qui signifie ours en français. Le fait que le patron de la paroisse « Saint-Martin de Vertou » soit accompagné d’un ours, selon l’hagiographie bretonne, justifie cette hypothèse.

## Géographie

### Situation
| Noyal-Muzillac | Le Guerno | Péaule           |
|                | Marzan    | Nivillac         |
| Arzal          | Férel     | La Roche-Bernard |

Marzan, située au sud-est du département du Morbihan, est la seule commune du canton de La Roche-Bernard sur la rive droite de la Vilaine. Les communes les plus proches sont La Roche-Bernard et Nivillac sur la rive gauche, Arzal au sud et Péaule au nord, sur la même rive. Son territoire est bordé, au sud et à l'est, par la vallée de la Vilaine. La vallée du fleuve y est encaissée : les  versants, du côté de Marzan, ont un dénivelé de 40 à 50 m. La route nationale 165, de Nantes à Brest, traverse la commune d'est en ouest, elle franchit la Vilaine par le pont du Morbihan, inauguré en 1995.
Les limites de la paroisse ont sans doute été fixées en grande partie par des éléments naturels ; celle avec Péaule suit avec quelques variantes l'étier de Marzan, puis le ruisseau de Marzan avant d'obliquer vers le nord en suivant le ruisseau de Kerhouarn. Avec la commune du Guerno, établie en 1805, elle suit depuis la Hutte à la Rose jusqu'à Casprais le ruisseau qui se jette dans celui de Marzan à Trevalvy. Ensuite les correspondances sont moins nettes, sans doute la ligne de partage des eaux entre le bassin du Saint-Eloi et celui de la Vilaine a-t-il servi de guide avant de rejoindre brièvement, entre Queldan et Le Cosquer, le tracé du ruisseau qui se jette dans la Vilaine entre Belléan et L'Isle ; enfin elle rejoint l'ancienne voie romaine séparant les territoires de Marzan et Arzal.
Les altitudes les plus élevées se situent au nord de la commune suivant une ligne de crête depuis le moulin de Kertouard (82 m), passe par les anciens moulins de Kermourio (74 m) et rejoint le nord de Kergorden (73 m dans le Bois-des-moines). Elle est bordée au nord par le ruisseau de Marzan qui s'encaisse progressivement avant de se jeter dans la Vilaine en passant par le moulin de Craslon et celui de Marzan.

### Géographie historique

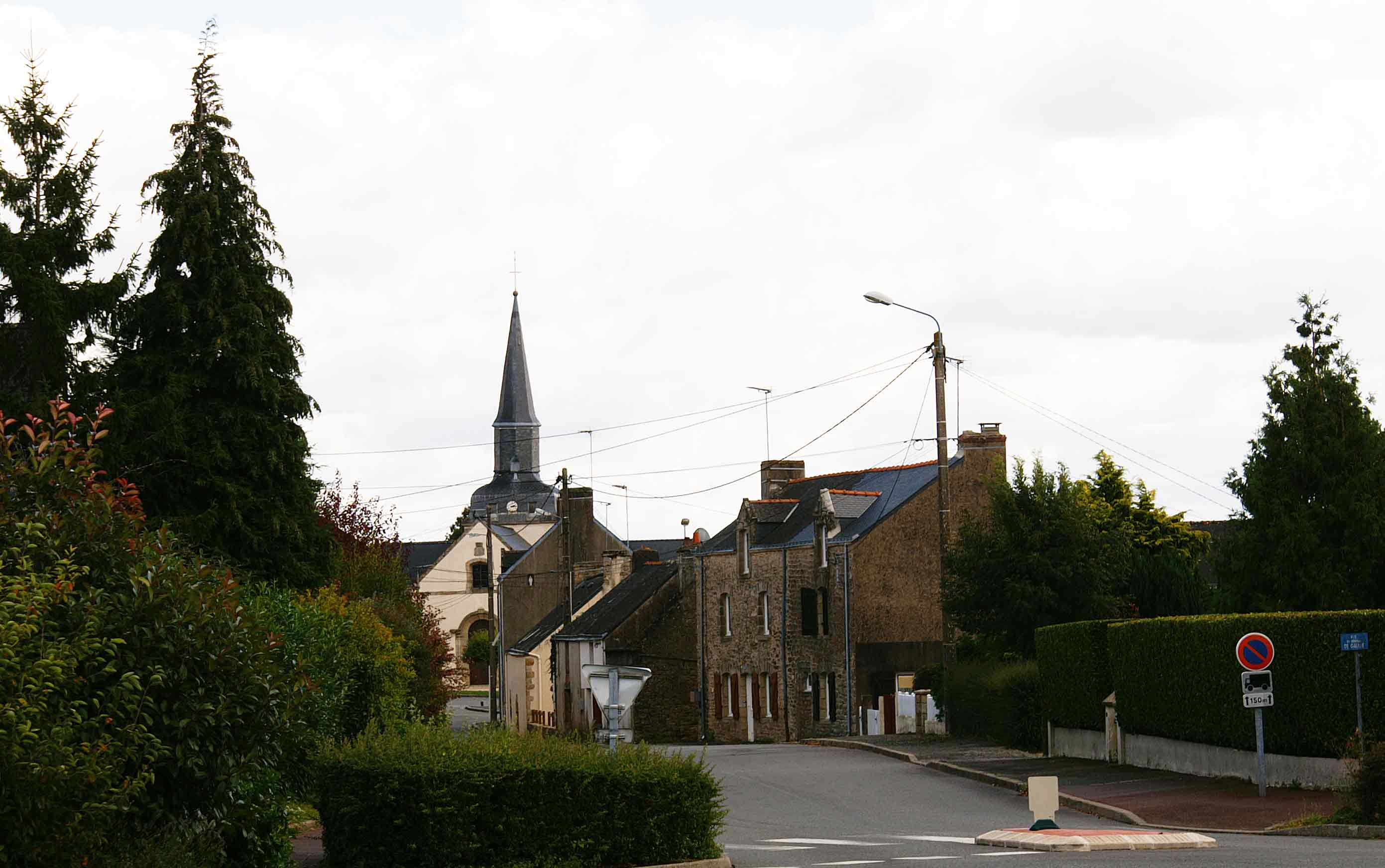
Bourg de Marzan, route de Péaule.

La Vilaine a longtemps formé une limite et Marzan, jusqu'en 1789, s'est trouvée en situation de frontière à l'est :
- du territoire des Vénètes sous les Gaulois et les Celtes, puis de la cité des Vénètes à l'époque gallo-romaine ;
- du pays vannetais ou plus précisément du Haut-vannetais à partir du VIe siècle, territoire longtemps disputé entre les Francs et les Bretons ;
- du Broërec après l'expansion des Bretons vers l'est au IXe siècle. Marzan se trouve alors proche de la frontière entre le pays bretonnant et le pays gallo et le breton y est parlé jusqu'au début du XIXe siècle[5] ;
- du diocèse de Vannes.

Dans l'État ducal, puis royal, Marzan relevait, pour la justice, du présidial et de la sénéchaussée de Vannes et pour l'administration, de la subdélégation de la Roche-Bernard établie au XVIIIe siècle dans le cadre de la nouvelle généralité de Bretagne.

### Un lieu de passage
Pendant des siècles le franchissement de la Vilaine a été assuré par deux bacs.
Le plus ancien, au passage de l'Isle, situé à 3 km au sud-ouest du bourg, correspond à la traversée de la voie romaine de Nantes à Vannes entre Férel et Noy en Arzal. Depuis le haut Moyen Âge il était contrôlé par les ducs de Bretagne. Au XVe siècle, François II fait don à l'abbaye de Prières, non seulement du château et du passage mais aussi de la seigneurie de l'Isle  avec tous les droits et la juridiction qui y sont attachés. Donation confirmée par Anne de Bretagne et Charles VIII: en effet, un mandement du 3 octobre 1490 permet aux moines de l'abbaye de Prières, après quelques démêlés avec le maréchal de Rieux, d'établir une maison et une « hôtellerie » sur le lieu de passage de la Vilaine, appelé « passage de l'Isle ». Il y est  précisé qu'il constitue un lien entre le Broërec et Guérande.
Le passage de Guédas existe au moins depuis le XIIIe siècle, face à la Roche-Bernard. Les ducs de Bretagne le donnent à l'abbaye de Prières après l'avoir racheté à Guillaume de la Roche-Bernard. Il semble être resté le moins important jusqu'au XVe siècle. Cependant l'ordre s'était inversé en 1790 où la valeur du passage de Guédas, y compris la ferme de la maison qui le contrôle, est estimée à 2 100 livres alors que celui de l'Isle n'en rapporte que 60 par an. À la fin du XIXe siècle, le Conseil général décide de l'abandonner: mis en adjudication il n'a pas trouvé d'acquéreur.
Les péages sur la Vilaine ont été les principaux revenus que le territoire de Marzan a tiré de sa situation. Le bourg de Marzan est construit à l'écart des grandes axes et ses habitants ne semblent pas avoir tiré profit de la proximité de la route royale et de la Vilaine. Au début du XVIIIe siècle un inspecteur du roi, laconique, note :
« Depuis Arzal on remonte les bords de la Vilaine [...]. Jusqu’à la paroisse de Rieux il n’y a aucun pescheur, les bords de la coste sont pour la plupart escarpés. »
En outre, la traversée de la paroisse n'était pas très sûre ; Albert Jouvin de Rochefort (c. 1640 - c. 1710) qui voyage en 1670 entre Guédas et Muzillac en témoigne :
« Après que nous eûmes passé la Vilaine, à Roche-Bernard, nous entrâmes dans les montagnes et quelque peu de landes, pour aller à Meuzillac, où il fallut commencer à nous servir de la langue bretonne [...] Au partir de cette bourgade, nous entrâmes dans un pays plein de bois, comme presque dans toute la basse-Bretagne, où souvent bien qu’il n’y ait point de bois, tous les grands chemins sont bordés de rangées d’arbres, de telle manière que n’y ayant pièce de terre qui ne soit fermée d’une rangée de hauts chesnes, on chemine entre les belles allées qui font paraistre le pays partout couvert, qui est naturellement rempli de bois. Il y a du danger dans ces routes d’estre maltraité des coquins qui s’atroupent armez de longs bastons avec un gros nœud par le bout, qui dans des cavées attendent les passans qu’ils assomment par derrière lorsqu’ils y pensent le moins. Et en passant j’avertiray le voyageur que dans le Bretagne il y a beaucoup de ces brigans, qui sont ordinairement des valets et serviteurs de gentilshommes [...].On s’y plaint aussi de la grande quantité de loups, qui souvent font d’horribles carnages, dont les bonnes gens du pays racontent mille histoires qui paraissent plus fabuleuses que véritables ».

### Hydrographie
Pour un article plus général, voir Réseau hydrographique du Morbihan.
La commune est située dans le bassin Loire-Bretagne. Elle est drainée par la Vilaine, le Mazan, le Rodoir, le Val, l'étier du Rancöet et divers autres petits cours d'eau,.
La Vilaine, d'une longueur de 218 km, prend sa source dans la commune de Juvigné et se jette  dans l'Océan Atlantique à Camoël, après avoir traversé 56 communes.

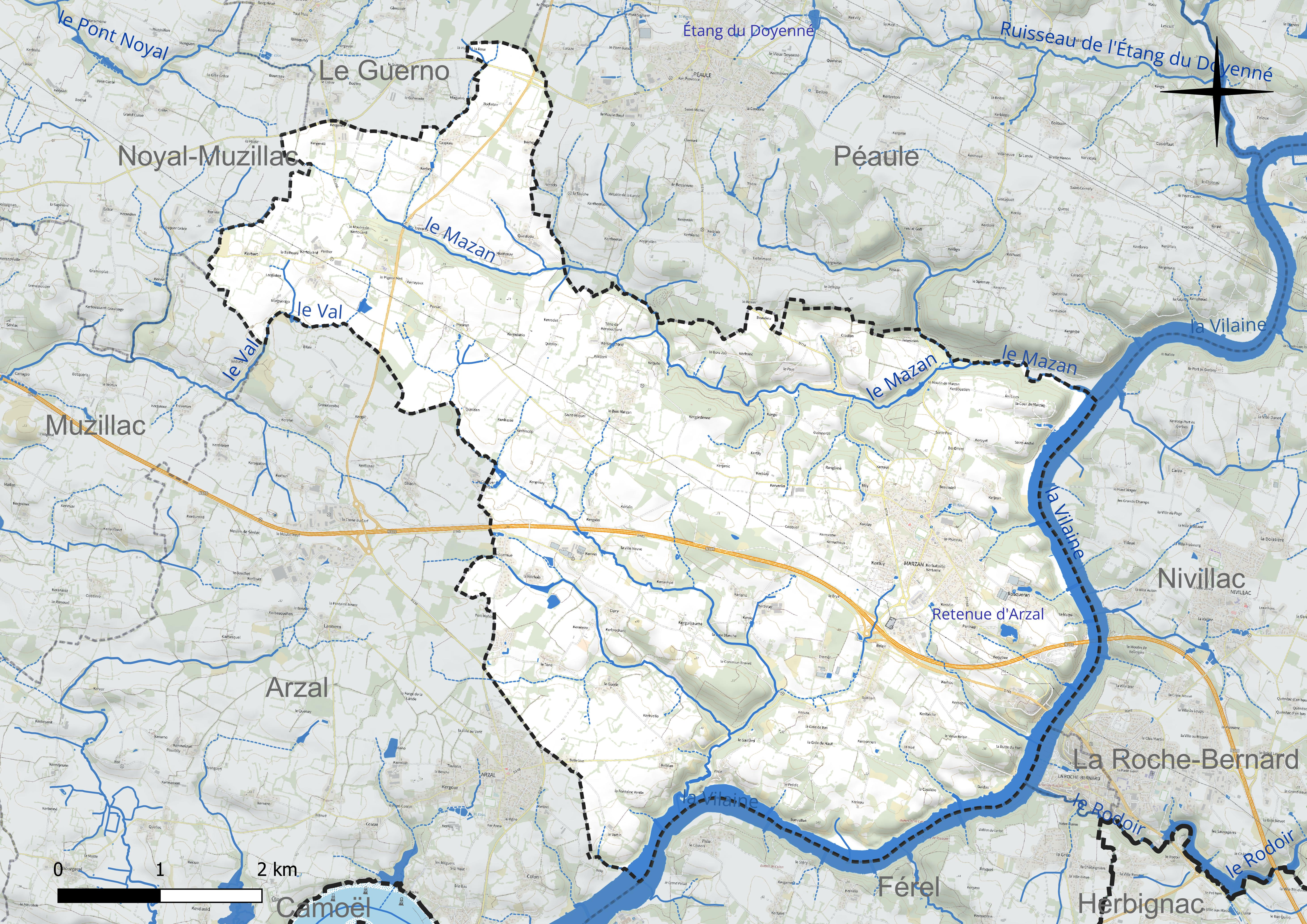
Réseau hydrographique de Marzan.

Un plan d'eau complète le réseau hydrographique : la retenue d'Arzal, d'une superficie totale de 383,2 ha (100,32 ha sur la commune),.

### Climat
Pour des articles plus généraux, voir Climat de la Bretagne et Climat du Morbihan.
En 2010, le climat de la commune est de type climat océanique franc, selon une étude du CNRS s'appuyant sur une série de données couvrant la période 1971-2000. En 2020, Météo-France publie une typologie des climats de la France métropolitaine dans laquelle la commune est exposée à un climat océanique et est dans la région climatique  Bretagne orientale et méridionale, Pays nantais, Vendée, caractérisée par une faible pluviométrie en été et une bonne insolation. Parallèlement l'observatoire de l'environnement en Bretagne publie en 2020 un zonage climatique de la région Bretagne, s'appuyant sur des données de Météo-France de 2009. La commune est, selon ce zonage, dans la zone « Intérieur Est », avec des hivers frais, des étés chauds et des pluies modérées.
Pour la période 1971-2000, la température annuelle moyenne est de 11,8 °C, avec une amplitude thermique annuelle de 12,4 °C. Le cumul annuel moyen de précipitations est de 854 mm, avec 12,7 jours de précipitations en janvier et 6,4 jours en juillet. Pour la période 1991-2020, la température moyenne annuelle observée sur la station météorologique la plus proche, située sur la commune d'Arzal à 5 km à vol d'oiseau, est de 12,3 °C et le cumul annuel moyen de précipitations est de 887,0 mm,. Pour l'avenir, les paramètres climatiques de la commune estimés pour 2050 selon différents scénarios d'émission de gaz à effet de serre sont consultables sur un site dédié publié par Météo-France en novembre 2022.

## Urbanisme

### Typologie
Au 1er janvier 2024, Marzan est catégorisée bourg rural, selon la nouvelle grille communale de densité à sept niveaux définie par l'Insee en 2022.
Elle est située hors unité urbaine et hors attraction des villes,.

### Occupation des sols
L'occupation des sols de la commune, telle qu'elle ressort de la base de données européenne d’occupation biophysique des sols Corine Land Cover (CLC), est marquée par l'importance des territoires agricoles (74 % en 2018), en diminution par rapport à 1990 (76,4 %). La répartition détaillée en 2018 est la suivante : 
terres arables (31,1 %), zones agricoles hétérogènes (27,1 %), forêts (18,3 %), prairies (15,8 %), zones urbanisées (4,4 %), eaux continentales (3,3 %). L'évolution de l’occupation des sols de la commune et de ses infrastructures peut être observée sur les différentes représentations cartographiques du territoire : la carte de Cassini (XVIIIe siècle), la carte d'état-major (1820-1866) et les cartes ou photos aériennes de l'IGN pour la période actuelle (1950 à aujourd'hui).

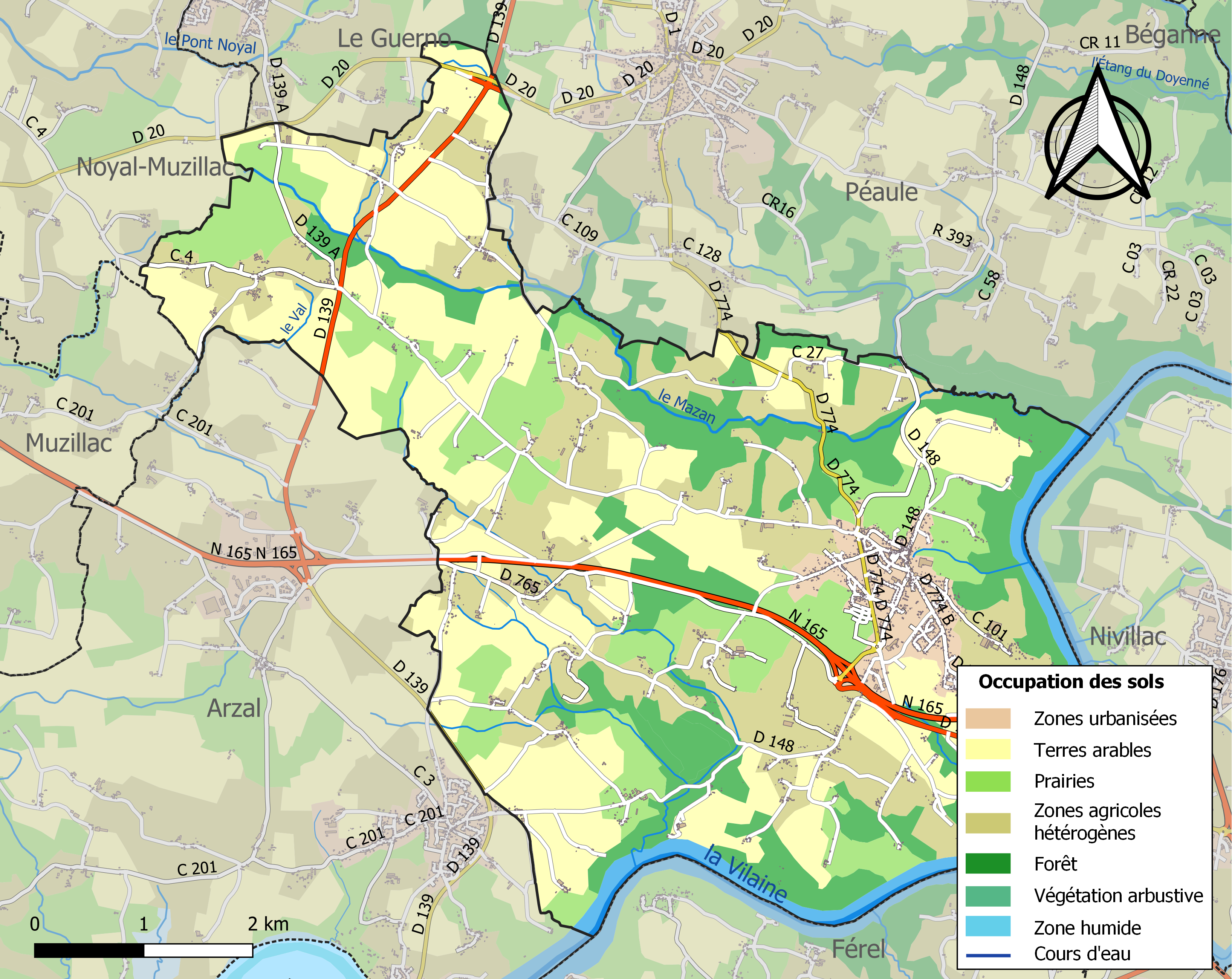
Carte des infrastructures et de l'occupation des sols de la commune en 2018 (CLC).

## Histoire

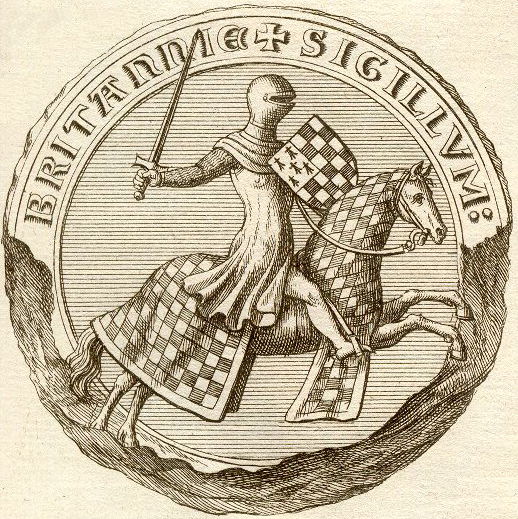
Sceaux de Jean I.

### Les Romains sur les coteaux de la Vilaine
Les rives de la Vilaine ont révélé un habitat ancien et le passage d’une voie romaine au lieu-dit « Gué-de-l’Isle»  où a été retrouvée une médaille en or de Caius Posthumus Dardanus. Partant de Noy, la voie romaine  de Nantes à Vannes remonte vers Arzal et sert de limite avec la paroisse de Marzan, puis se dirige sur la Croix-de-Cerf. De nombreux débris romains ont été retrouvés dans les parties de la commune la plus proche du fleuve, à l'Isle bien sur mais aussi à Vertin, la Fontaine Vertin, Belléan et Keruchoux.

### Une paroisse bretonne dès leIXesiècle
La première mention de Marsin date de la fin du IXe siècle, sous le règne d'Alain le Grand. D'après un acte daté du 15 janvier 895, Keuric se rend au château de Rieux pour rencontrer l'abbé de Redon, en présence d'Alain le Grand, il demande que son fils, Morliuuet, soit admis chez les moines. C'est alors une pratique courante de placer dans les monastères des enfants en tant qu'oblats. En échange, il fait don de la terre de « Rancornou sise dans la villa de Priel, in Plebe Marsin » avec le serf qui y est attaché et les redevances qui y sont liées. Le ran-cornou (Rangornet?) correspond alors à une unité de mesure foncière d’une superficie de 20 à 30 hectares dont un dixième environ est cultivé. Il est possible que le donateur Keuric soit l'un des derniers machtierns, avant que cette charge tombe en désuétude face à l'essor de la chevalerie.

### Une paroisse, mais plusieurs seigneurs
Comme dans presque toutes les paroisses de Bretagne, celle de Marzan relève de l'obédience de plusieurs seigneuries dont la hiérarchie, l'importance et les pouvoirs ont varié au fil du temps et des successions.
Il semble que dès le XIIIe siècle, au moins, le territoire de la paroisse de Marzan relève de plusieurs seigneurs.

#### Le seigneur de Marzan
Il apparaît en 1269, en la personne de Guillaume de Marzen dans les comptes du duc de Bretagne, Jean Ier, ces seigneurs relèvent du comté de Rochefort; en 1438, cette famille disparaît avec la mort, sans héritier direct, d'un autre Guillaume de Marzen qui lègue sa terre à Jehan de la Châteigneraie. Celui-ci devient seigneur de la Châteigneraie-Marzen. La seigneurie relève en partie du duc de Bretagne auquel il fait hommage et en partie du comté de Rochefort. Sa famille se perpétue jusqu'à la fin du XVIe siècle, et la seigneurie après un bref passage par la famille de Bézic, est acquise, en 1610 par Jean Butault, qui prend dès lors le nom de Butault de Marzen. En 1750, après la mort de Louise-Marguerite Butault, elle entre dans la maison de Lorges. En 1786, elle passe au marquis de Grénédan, bisaïeul de François-Marie Toussaint du Breil de Pontbriand-Marzan, maire de la commune au XIXe siècle.
À la fin du XVIIIe siècle, en dehors des  terres que les seigneurs de Marzan possédaient sur sept autres paroisses, les terres de  la seigneurie de Marzan situées dans la paroisse relèvent  du comté de Rochefort pour :
- le manoir et ses dépendances situés au lieu-dit de la Cour, y compris le moulin à eau sur l'étier de Marzan ;
- les métairies nobles de Saint-André, L'Ille, Kermarho et Kéroillet ;
- les tenues à domaine congéable de Bodiston, du Petit-Cosquer, Kerguillaume, Rosquéran, du Téno de Kersouchard, Kergrisay[39].

Les biens de la seigneurie qui relèvent du domaine royal sont :
- deux moulins à eau et un moulin à vent ; En 1740, deux moulins à vent sont mentionnés sur la carte officielle de Cassini (Source I.G.N.) entre Kernest, Keruchou, Kerolet.
- le four banal situé dans le bourg ;
- plusieurs maisons du bourg ;
- les Bois de l'enfant, au lieu actuel des landes de la justice entre Kerribèche et Bodilan[40].

#### Une marquetterie de terres nobles avec des droits enchevêtrés
Une dizaine de  petites seigneuries : existent à Kertouard, Quistilly, la Héchaie, Kerverlin, Keravélo, Kerguillaume, Kerjanic, Kerverlin et au Prédit. L'Abbaye cistercienne de Prières, fondée à Billiers en 1248 sur la requête de Blanche de Navarre (1226-1283), femme de Jean Ier Le Roux, deuxième duc de la famille de Dreux, est dotée de nombreuses possessions dans la paroisse dont les principales sont la seigneurie de l'Isle et de Guédas.

##### La seigneurie de l'Isle  et de Guédas
Possession des ducs de Bretagne dès les XIe siècle et XIIe siècle, une forteresse y est sans doute construite. L'existence d'un château  situé à 500 m au Nord du passage est attestée dès 1286 : le Château de l’Isle. Les ducs, dont la résidence principale est alors située à Suscinio « y passent quelques mois de l'année ». On peut facilement comprendre qu'ils veulent s'assurer le contrôle de cet endroit stratégique. Ils y installent une chaine pour contrôler le trafic sur la Vilaine et y perçoivent un péage important sur les bateaux qui remontent vers les ports de la Roche-Bernard et Redon. La seigneurie est cédée à Prières au XVe siècle. Anne de Bretagne lui donne le statut de terre noble avec ses exemptions. En outre, le 2 janvier 1498, Charles VIII accorde à l'abbaye le droit de lever divers impôts en Marzan et Arzal pendant dix ans, à la condition qu'ils restaurent et rebâtissent le château de l'Isle. Prières possédait déjà Guédas depuis le XIIIe siècle et à ces deux seigneuries, de Guédas et de l'Isle, sont surtout rattachés les droits de passage sur la Vilaine que les moines défendent parfois âprement. Dans un aveu de 1641, rédigé par l'abbaye de Prières, le territoire de la seigneurie est décrit comme « comprenant tout ce qui est le long de la rivière Vilaine, depuis la maison de Noüe jusqu'au manoir et bois de Quistillic et au grand chemin qui conduit du bourg de Péaule à la Roche-Bernard, et s'étendant ès paroisses de Marzen et d'Arzal ».
En 1853, Jean Ogée décrit la situation géographique et l’état de ruine de ce château dont il ne reste que des traces aujourd’hui. Il était bâti sur un promontoire rocheux, en forme de presqu'île « il est entouré des eaux de la Vilaine et n’a qu’une entrée étroite ».

##### La seigneurie du Prédit ( anc. Prédy ou Prédic ) en Marzan
- Jean Malenfant seigneur du Prédit en Marzan de 1464 à 1497. Blason : De sable à la bande d'azur chargée de trois lys dans le sens de la bande.
- Rolland Malenfant succède à Jean en qualité de seigneur du Prédit en Marzan.
- Jean IV Collobel, fils de Jeanne Malenfant, devient seigneur du Prédit en Marzan au décès de Rolland Malenfant. Jean IV Collobel " mort au Prédit le 4 novembre 1631 et son corps fut conduit à Marzan pour y être inhumé "..." Inhumé en l'église de Marzan ". Archives du Morbihan, V 217 & 218 &s.
- Jean V Collobel succède à Jean IV. Blason : D'argent à la bande de sable chargée de trois molettes d'or.
- Marin Collobel succède à Jean V après son décès en 1652. Il meurt le 29 mai 1681.
- Mentions : 1652 Marin Collobel ; 29 mai 1681 Clément Collobel ; Vincent-François de Collobel ; 1764 Joseph de Collobel marié à Marie-Adélaïde Portier de Lantino.

Source : Archives départementales du Morbihan à Vannes.
- Vincent-François de Collobel succède à Marin. Il meurt en 1764.
- Joseph de Collobel succède à Vincent-François en qualité de seigneur du Prédit en Marzan.

Il existait au lieu-dit Bonvalon, situé dans la seigneurie du Prédy en bordure de la Vilaine, une Chapelle (Carte officielle CASSINI - I.G.N.) devenue « octroi » puis propriété privée. Source : Archives du Morbihan à Vannes.
- Conclusions : Il découle de ce qui précède que le gisant découvert en 1962 dans la crypte en l'église de Marzan pourrait donc être, sous toutes réserves, Jean IV Collobel.

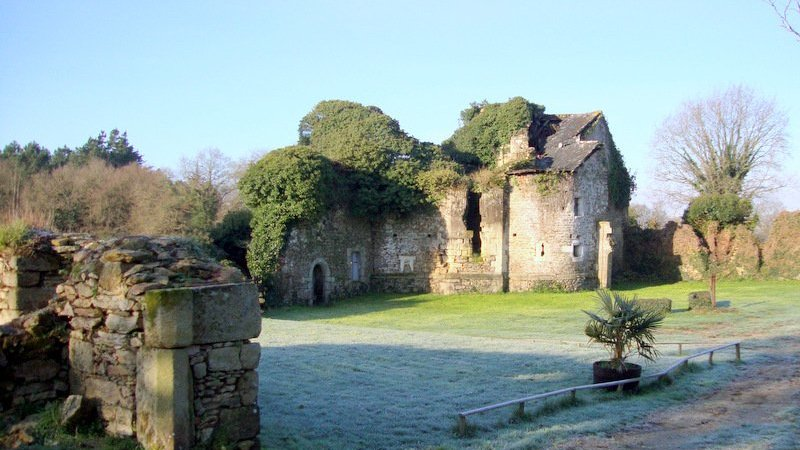
Vestiges du château moyenâgeux du "Prédit" à Marzan, près de La Roche Bernard (56 - Morbihan - France) - (Accès non autorisé).

Nota : Recherches sur le site et l'historique du Prédit en Marzan (56) réalisées par M. Georges Page, breveté d'Etat en cryptographie, Cadre honoraire.

##### La seigneurie de Quistilly
Cette seigneurie était conjointe à celle de Fescal en Péaule. Son domaine était constitué d'un manoir, avec pigeonnier au nord, avec une cour attenante, un jardin et un verger clos de murs. Une métairie noble y était attachée. Elle possédait:
- les  bois de Bois-Marzan, Kersouchard, Kerrodet et Kergorden avec droit de chasse.
- les deux moulins à vent de Kermourrio,
- des métairies à Kerrodet, Kerniscop, Bois-Marzan, Kergrisay, Miquel, Pouran, Kermourio,
- Une quarantaine de tenues à domaine congéable en Marzan et en Péaule.
- une tenue en indivision avec les seigneurs de Kertouard à Largudon

Les seigneurs possédaient en outre la chapelle de Miquel où leurs armes étaient apposées. Ils y levaient des taxes sur la foire annuelle de saint Armel, le 16 août, qui était bien fréquentée.
Au XVIe siècle, la paroisse est rattachée au doyenné de Péaule dans l'évêché de Vannes.
Le 21 mai 1709, 70 habitants se noient dans l’estuaire de la Vilaine en allant en procession à Notre-Dame de Ferel.
En 1730 des halles sont construites, près de l'église Saint-Pierre, au centre du bourg, elles sont démolies en 1932. Dans la première moitié du XIXe siècle, on trouve des terres de culture, des prairies, et quelques bois, les terres les moins fertiles étant couvertes par des landes qui recouvrent ainsi une bonne part du territoire. Des foires se tiennent plusieurs fois dans l'année.

### LeXXesiècle

#### La Première Guerre mondiale
Le monument aux morts de Marzan porte les noms de 103 soldats morts pour la France pendant la Première Guerre mondiale.

#### L'Entre-deux-guerres
En 1926 l'école publique de filles de Marzan avait une institutrice, mais aucun élève.

#### La Seconde Guerre mondiale
Le monument aux morts de Marzan porte les noms de 21 personnes mortes pour la France pendant la Seconde Guerre mondiale.
Une plaque commémorative située dans l'aire de repos de Marzan le long de la voie express RN 165 rappelle les combats du front de la Vilaine en 1944-1945, liés à la Poche de Saint-Nazaire et auxquels participèrent notamment à partir du 1er septembre 1944 des résistants FFI qui avaient précédemment participé aux combats de Saint-Marcel.
François Mitaillé et sa sœur Thérèse, tous deux agriculteurs, furent fusillés par les Allemands le 7 août 1944.

#### L'après Seconde Guerre mondiale
Un soldat de Marzan est mort pour la France pendant la Guerre d'Algérie.

## Économie

### Données statistiques
Collecte des données effectuée en 2007.

#### Population
En 2007, Marzan compte 1874 habitants, dont 50,7 % d'hommes et 49,3 % de femmes. Sur cette population, il y a 32,5 % de célibataires, 56,4 % de couples mariés, 3,1 % de divorcés et 8 % de personnes veuves.

#### Économique
Le taux de chômage est stable, il est même en légère baisse de 4,9 % en 1999 à 4,3 % en 2007. Le taux des retraités et préretraités augmente, il passe de 17,2 % en 1999 à 21,7 % en 2007, mais la part des actifs augmente de 4,4 %, elle passe à 73,4 % en 2007. Marzan ne comportant que des établissements scolaires du primaire, son taux d’élèves, étudiants et stagiaires, résidents sur la commune est faible il est de 5 % en 2007.
En 2007 92 % des habitants possèdent au moins une voiture et le nombre de logements est de 1 044, dont 779 résidences principales, soit une augmentation de 228 logements depuis 1999. Le nombre de propriétaires qui habitent leur logement est stable avec un taux de 75,4 %.

### Démographie
Après avoir légèrement déclinée lors des recensements Insee de 1968 et 1975, la population de Marzan est en augmentation de plus de 11 % en 1982. Légèrement en baisse pendant les années 1990, elle est de nouveau en augmentation de plus de 10 % au dernier recensement.

L'évolution du nombre d'habitants est connue à travers les recensements de la population effectués dans la commune depuis 1793. Pour les communes de moins de 10 000 habitants, une enquête de recensement portant sur toute la population est réalisée tous les cinq ans, les populations de référence des années intermédiaires étant quant à elles estimées par interpolation ou extrapolation. Pour la commune, le premier recensement exhaustif entrant dans le cadre du nouveau dispositif a été réalisé en 2007.

En 2022, la commune comptait 2 611 habitants, en évolution de +14,22 % par rapport à 2016 (Morbihan : +3,82 %, France hors Mayotte : +2,11 %).
| 1793  | 1800  | 1806  | 1821  | 1831  | 1836  | 1841  | 1846  | 1851  |
| ----- | ----- | ----- | ----- | ----- | ----- | ----- | ----- | ----- |
| 2 037 | 1 920 | 1 764 | 1 698 | 1 747 | 1 834 | 1 776 | 1 772 | 1 771 |

| 1856  | 1861  | 1866  | 1872  | 1876  | 1881  | 1886  | 1891  | 1896  |
| ----- | ----- | ----- | ----- | ----- | ----- | ----- | ----- | ----- |
| 1 816 | 1 767 | 1 727 | 1 881 | 1 934 | 1 939 | 1 893 | 1 909 | 1 868 |

| 1901  | 1906  | 1911  | 1921  | 1926  | 1931  | 1936  | 1946  | 1954  |
| ----- | ----- | ----- | ----- | ----- | ----- | ----- | ----- | ----- |
| 1 805 | 1 816 | 1 818 | 1 752 | 1 773 | 1 750 | 1 709 | 1 572 | 1 585 |

| 1962  | 1968  | 1975  | 1982  | 1990  | 1999  | 2006  | 2007  | 2012  |
| ----- | ----- | ----- | ----- | ----- | ----- | ----- | ----- | ----- |
| 1 567 | 1 548 | 1 547 | 1 728 | 1 736 | 1 695 | 1 852 | 1 874 | 2 170 |

| 2017  | 2022  | - | - | - | - | - | - | - |
| ----- | ----- | - | - | - | - | - | - | - |
| 2 308 | 2 611 | - | - | - | - | - | - | - |

### Vie commerçante
La vie commerçante se partage entre divers lieux de la commune.
- Bourg

Au bourg on trouve notamment : une alimentation en libre-service, un bar tabac presse, une boulangerie bar, deux salons de coiffure mixte, des restaurants dont un routier avec un parking public permettant le stationnement des poids lourds et cars.
- Sur la commune

Un garage de vente et réparation de véhicules, une station service carburant et des services : couture retouches et confection, commerce de gros bestiaux, multi services à domicile, coiffure à domicile, vente et dépannage de matériel électroménager, un service de toilettage de chiens ainsi que peintre en bâtiment trompe-l'œil et décors.

### Entreprises
La commune comporte une zone d'activités et des entreprises installées en différents lieux.
- Zone d'activités de Bel-Air

Située en bordure de la RN 165, à la sortie Marzan, cette zone d'activités occupe une surface de 172 500 m2 viabilisés par des équipements et réseaux : eau, électricité, assainissement, déchèterie, et ADSL. En 2009, elle regroupe 13 entreprises artisanales ou industrielles avec une centaine de salariés. On y trouve des entreprises de production et de service, notamment : production de Colorants pour plastique, préfabriqués-clôtures-garages, transmission hydraulique, tailleur de pierres, maçonnerie générale, travaux funéraires, contrôle technique poids-lourds, entretien et réparation de poids-lourds, transporteur, pâtisserie industrielle, paysagiste.
- Sur la commune

Des entreprises artisanales notamment des artisans du bâtiment : des entreprises de maçonnerie générale, un carreleur, un couvreur, un menuisier, des peintres, un électricien, et trois entreprises de charpentes métalliques, et les agriculteurs dispersés sur le territoire communal.

## Vivre à Marzan
La commune comporte de nombreuses associations.

### Sport et loisirs
Les associations proposent diverses activités, notamment : l’association Breizh Sport, sections : gymnastique, basket, danse africaine ; l’association La Garde du Pont regroupe des associations, sections : football, cyclisme, savate boxe, supporters, éveil de l’enfant ; l’association Amicale des Boulistes ; le Club de l’Amitié organise des activités pour les retraités, sections : rando, art floral ; et l’association Marz’en RandO, organise des randonnées pédestres. Un centre équestre permet la pratique de l’équitation.
- La revue associative trimestrielle déclarée " VAFOR Informations " (14e année) du " Comité national des Élus Vétérans d'Allemagne et de la Guerre froide 1945-1991 " a son siège social à Marzan.

### Festivités
L'association Saint-Miquel organise chaque année des kermesses pour rénover les chapelles de Saint-Miquel et Kertouard ; diverses fêtes ont lieu à la salle polyvalente, notamment des Fest-Noz.

### Lieu de culte
Le culte catholique a lieu à l'église Saint-Pierre située au centre du bourg de Marzan.

## Politique et administration

### Écoles

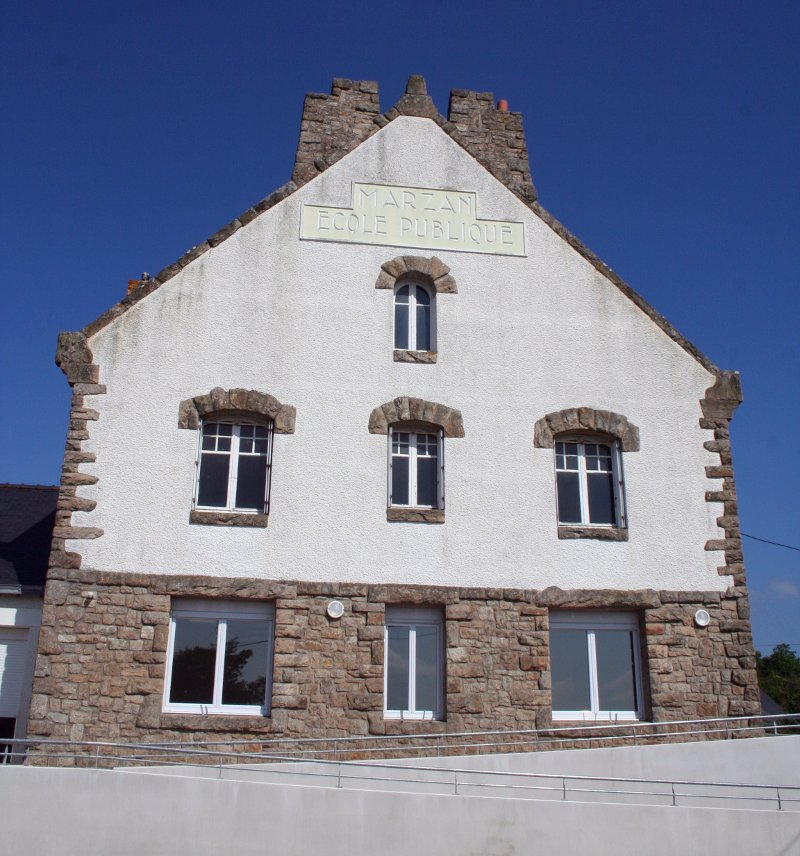
École primaire publique Le Pigeon Vert.

Deux écoles d'enseignement primaire sont situées au bourg de Marzan, l'école publique du Pigeon Vert et l'école privée Saint-Gildas. Pour leur scolarité en secondaire, les élèves de la commune vont au collège Saint-Joseph, allée Jean Beaucherel à Nivillac.
L'école du Pigeon Vert (cogérée par les communes de Marzan et d'Arzal) n'est pas située dans le bourg mais sur la route bleue, d'Arzal à Questembert.
 Elle dispose, depuis septembre 2009, d'un portail web collaboratif.
Les élèves de la commune vont également au collège public Jean-Rostand de Muzillac puis au lycée de Questembert.

### Santé
Un médecin généraliste est installé sur la commune. L'« Hôpital local Valentin Vignard » est situé à La Roche-Bernard. Les personnes âgées disposent d'un foyer logement sur la commune voisine de Nivillac.

### Liste des maires
| Période                                  | Période           | Identité       | Étiquette | Qualité                                                                         |
| ---------------------------------------- | ----------------- | -------------- | --------- | ------------------------------------------------------------------------------- |
|                                          |                   | M. Paul        |           |                                                                                 |
| Les données manquantes sont à compléter. |                   |                |           |                                                                                 |
| octobre 1947                             | mars 1953 (décès) | Henri Pézier   |           | Chevalier de la Légion d'honneur (1952)                                         |
| mai 1953                                 | mars 1965         | André Nohé     |           |                                                                                 |
| mars 1965                                | juin 1995         | Louis Guégan   |           | Commerçant                                                                      |
| juin 1995                                | mai 2005 (décès)  | Jean Le Bot    | DVD       | Encadrant                                                                       |
| juin 2005                                | mars 2008         | Yvonne Palou   | DVD       | Retraitée 3e vice-présidente de la CC du Pays de La Roche-Bernard (2005 → 2008) |
| mars 2008                                | mars 2014         | Édouard Moïse  | UMP       | Banquier retraité                                                               |
| mars 2014 Réélu en 2020                  | en cours          | Denis Le Ralle | DVD       | Agriculteur                                                                     |
| Les données manquantes sont à compléter. |                   |                |           |                                                                                 |

### Services publics

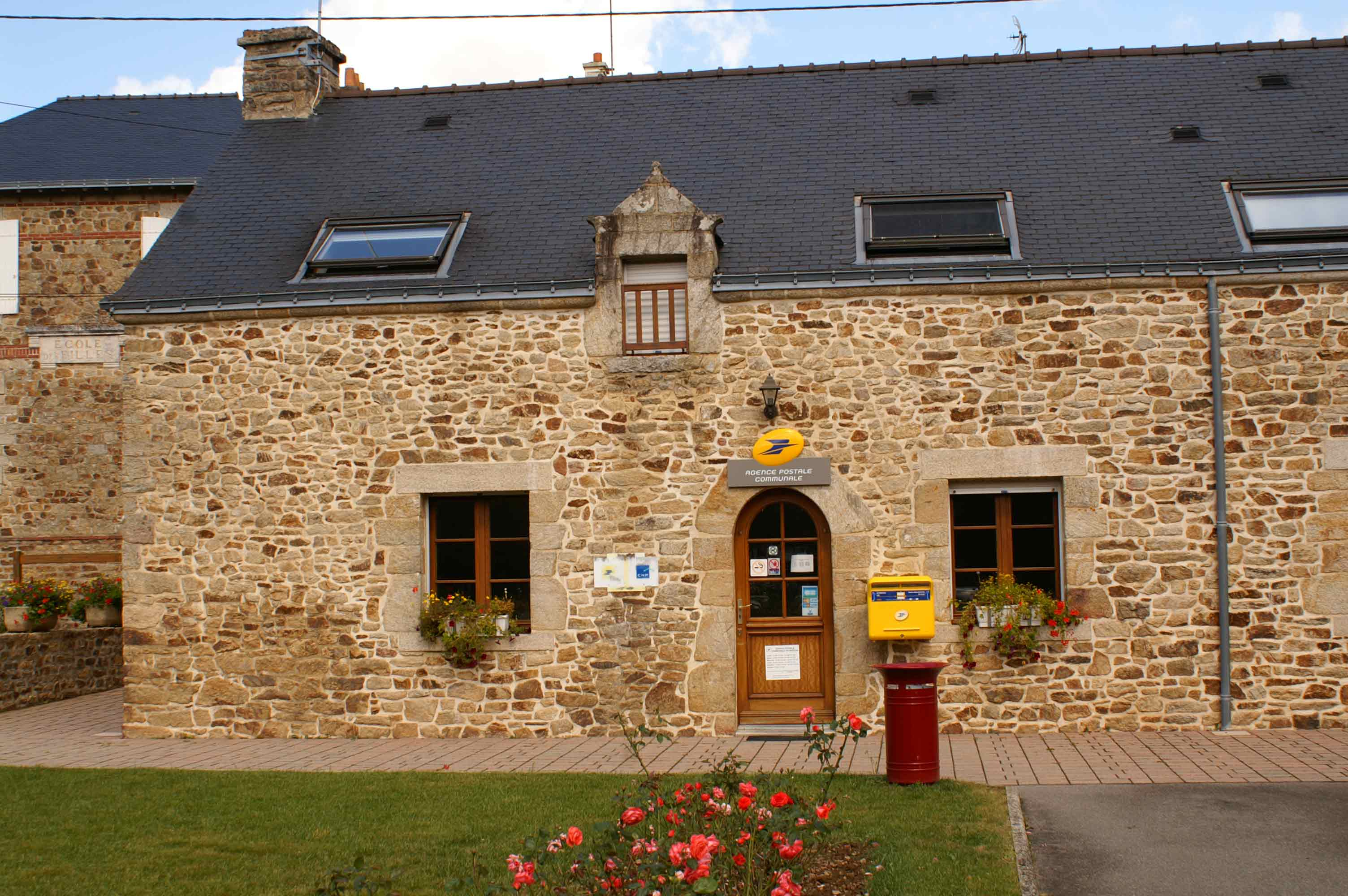
La poste de Marzan.

La majorité des services publics se trouvent à la Mairie. Depuis 1993, une agence postale de la poste est installée, par la municipalité, dans une ancienne maison du bourg, au 3 de la rue du Général de Gaulle.
Depuis février 2012, l'Espace Culturel Jean Le Bot héberge la Médiathèque municipale.

## Culture et patrimoine

### Patrimoine mobilier
Il est surtout constitué d'objets d'orfèvrerie religieuse des XVIIe et XVIIIe siècles : trois calices et quatre patènes en argent provenant des chapelles de Kertouard, de Miquel et de l'église Saint-Pierre font partie de la liste des objets classés par les Monuments historiques ainsi que l'ensemble du retable de la chapelle de Tremer avec ses statues, son autel et ses gradins.

### Patrimoine architectural

#### Édifices religieux

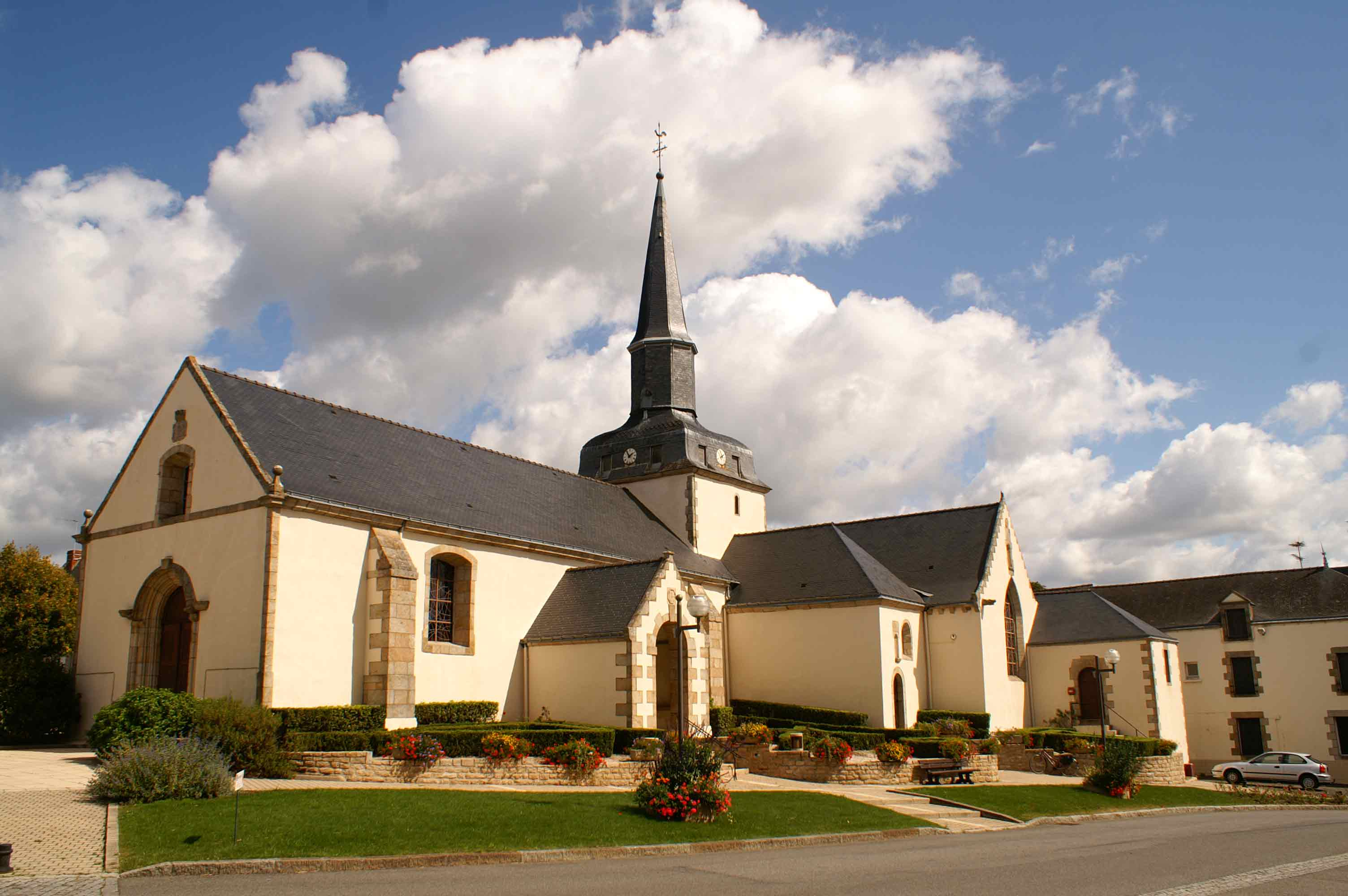
Église Saint-Pierre.

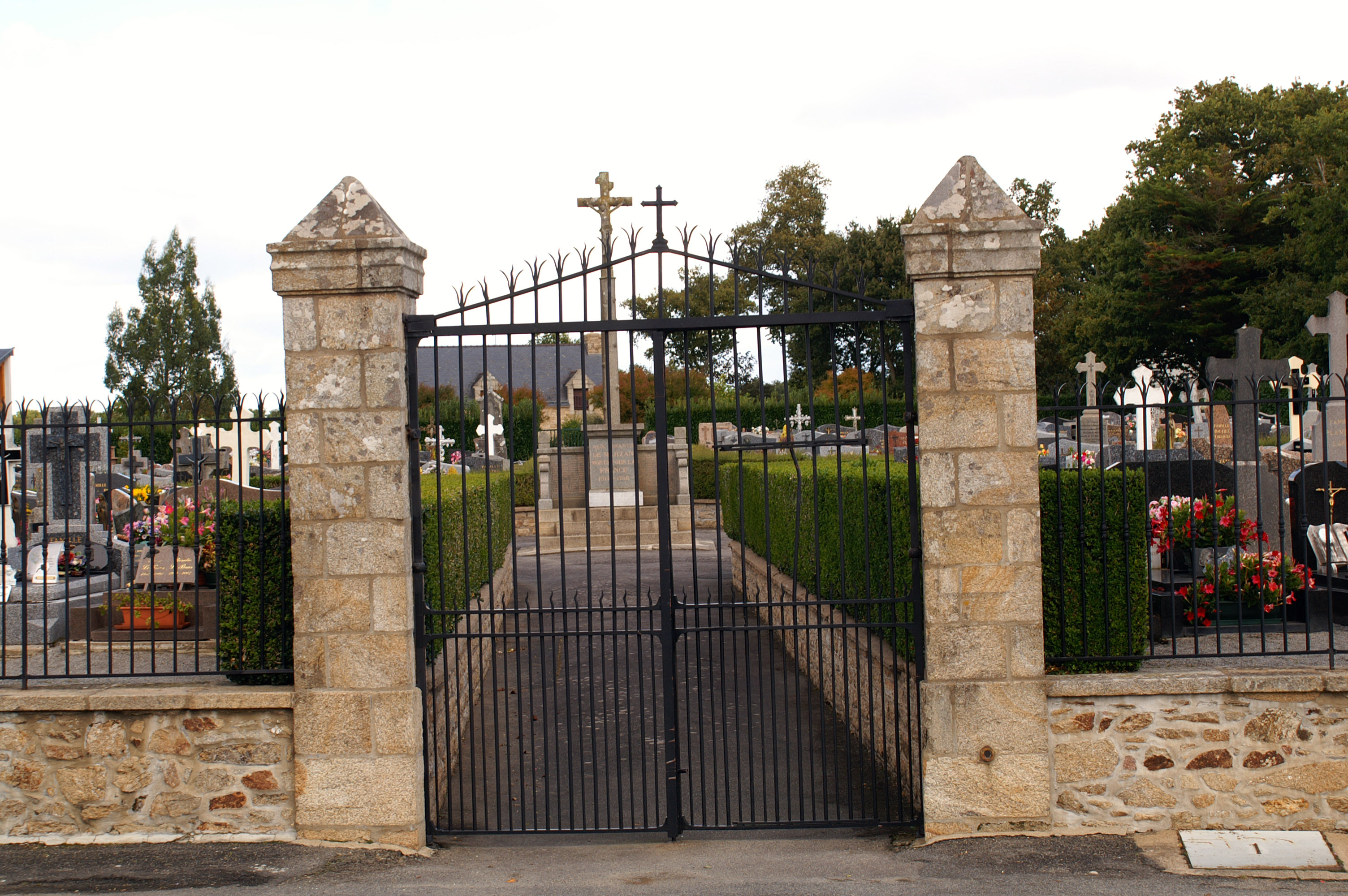
Cimetière de Marzan.

- Église Saint-Pierre [70], au bourg de Marzan

Située au centre du bourg, elle est ouverte au culte catholique, son origine remonte aux XVIe siècle et XVIIe siècle, a été remaniée au fil du temps, sa nef date de 1745, et le cimetière qui l’entoure à l’origine a disparu. Des petits éléments architecturaux, comme des écussons, situés sur les murs extérieurs, rappellent sa fondation par les seigneurs de Marzan. Dans l’église on trouve notamment un autel de la Vraie Croix avec la mention « en 1632 », et une croix-reliquaire, en argent, réalisée en 1742. Cette croix d’autel possède des vitres permettant d’apercevoir une autre croix-reliquaire plus ancienne en argent doré.
- Chapelle Saint-Vincent-Ferrier[70], au village de Trémer

Construite au XVIIe siècle, elle est alors dédiée à saint Marc, Vincent Ferrier est un prédicateur venu précher à La Roche-Bernard en 1418, elle est restaurée au XXe siècle. Elle contient un retable et des statues en bois polychrome.
- Chapelle Notre-Dame[70], au village de Miquel

Lieu de pèlerinage du XVIIIe siècle, anciennement dédiée à saint Pierre puis saint Armel. Un pardon a lieu au mois de septembre.
- Chapelle Saint-Symphorien[70], au village de Kertouard

Édifice du XVIIIe siècle.
- Croix[70], au village de Pouran

Croix en pierre datée du XVIIe siècle

#### Édifices civil
- Château de Marzan

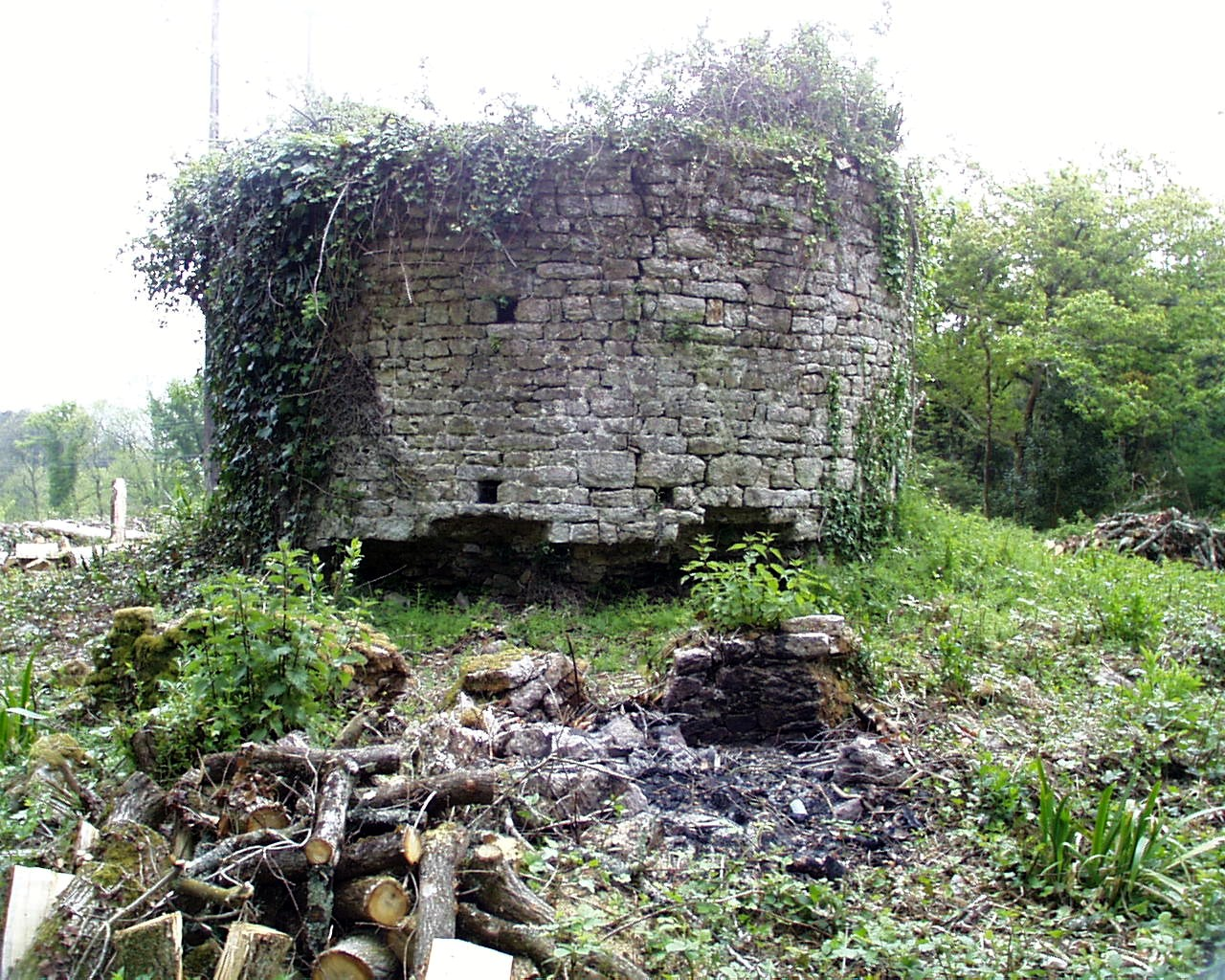
Ruines du moulin du Prédit.

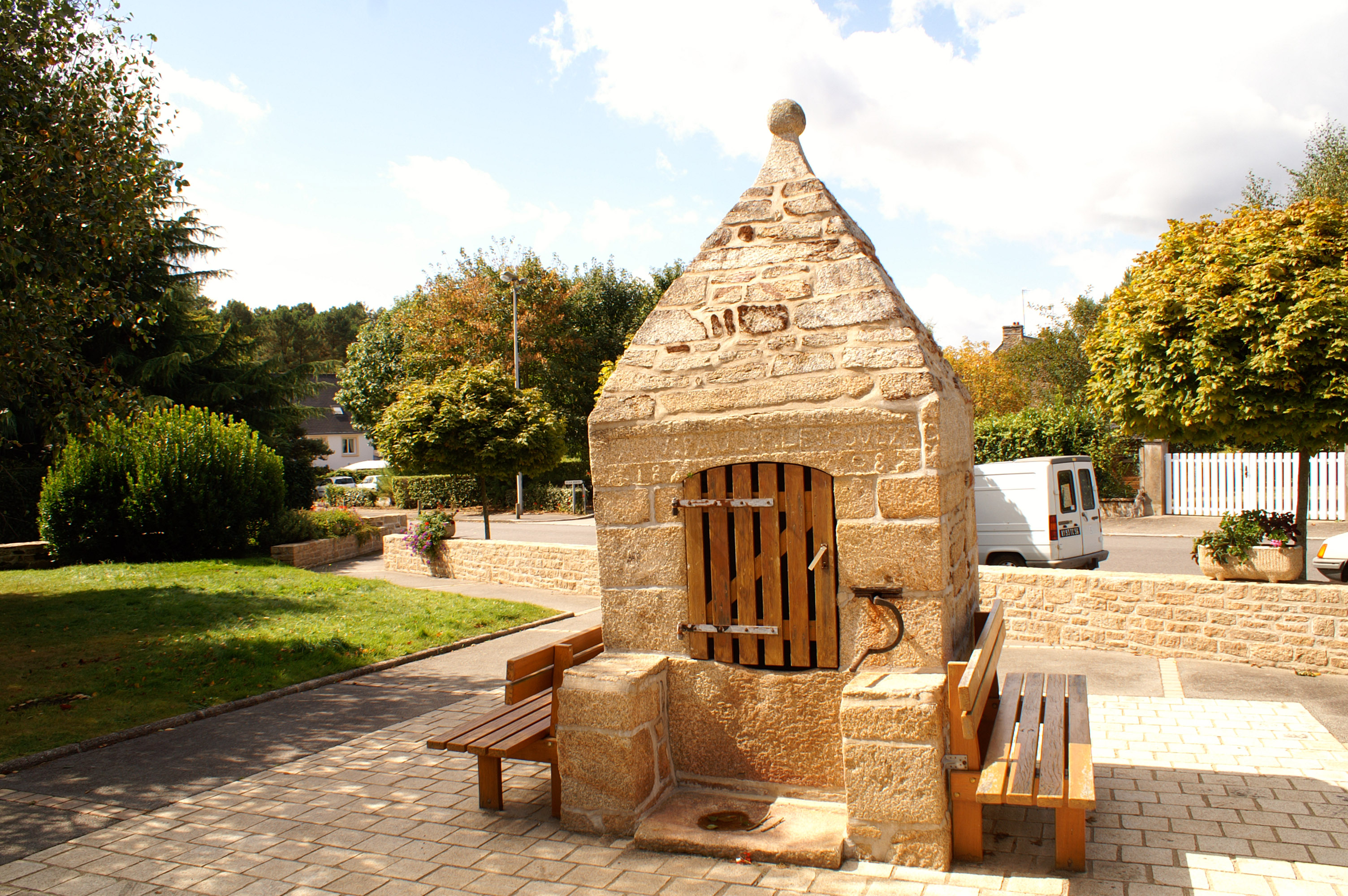
Puits fermé.

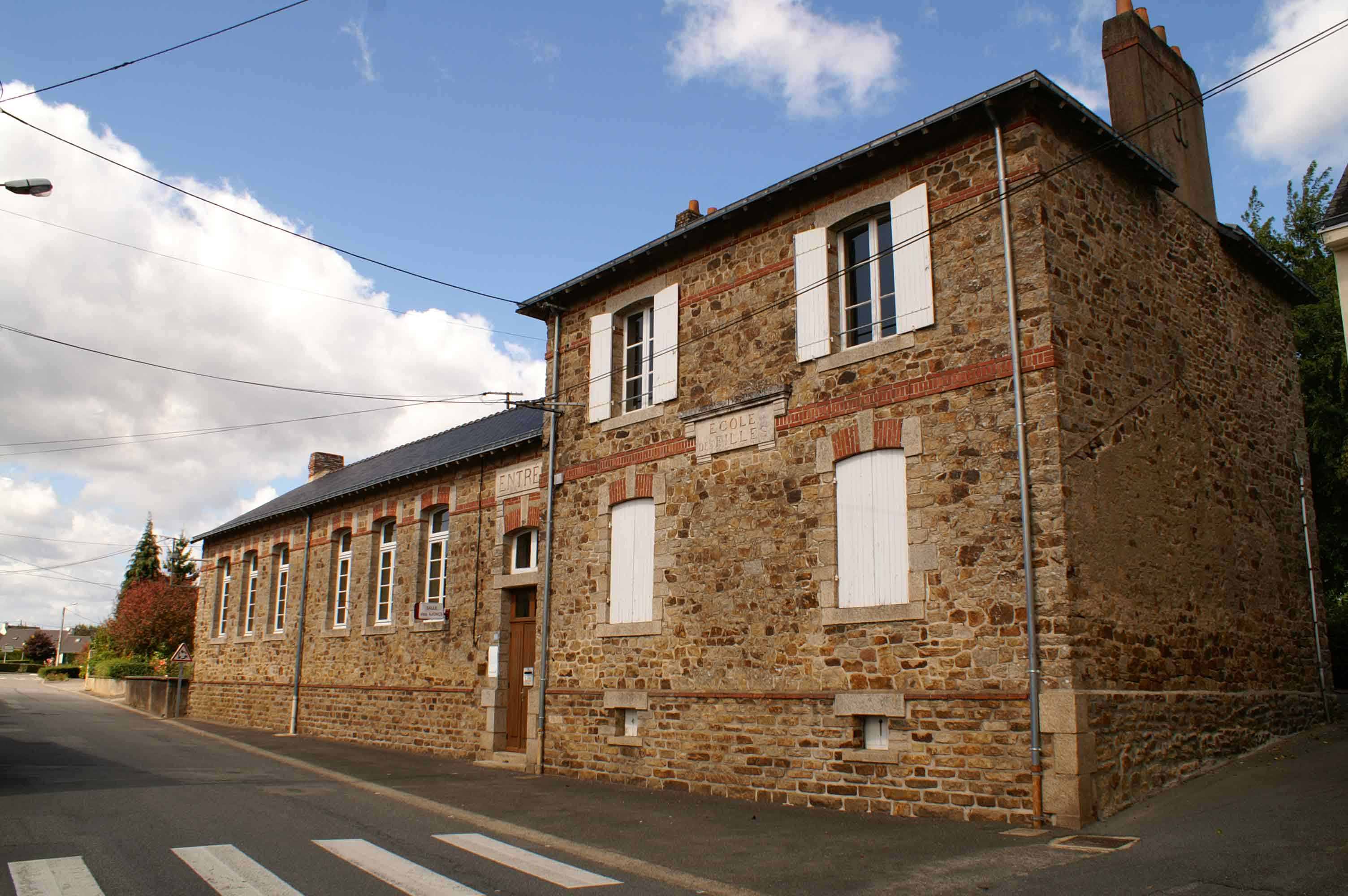
Salle des Ajoncs.

Situé sur le bord de la Vilaine, il est actuellement une propriété privée. Daté du XVIe siècle, il est à l'origine propriété des seigneurs de Marzan, puis du comte de Lorges et ensuite des Du Breil. Le château possède aujourd'hui des écuries de 1863, une chapelle et un pavillon de chasse.
- Maison de Porsac XVIIe siècle[72].

Elle est à la fin du XVIIe siècle, la propriété d'Yves Chaignard, sieur de Porsac, avocat et sénéchal de la ville de Redon.
- Vestiges du château du Prédit

Visibles depuis la voie publique les différents vestiges du château, datant du Moyen Âge, sont actuellement des propriétés privées.
- Ruines du moulin à vent du Prédit

Sur le sommet d'altitude 31 m, le moulin à vent du Prédit (ruines) est propriété privée. Nota : Ce n'est pas ce moulin qui est inscrit aux Monuments historiques mais un autre moulin (au Bourg).
- Ancienne école des Filles[70], au bourg de Marzan

Non loin du centre du bourg on trouve une ancienne école primaire public pour les filles, construite en 1933 à la suite d'une demande, datant de 1881, du préfet du Morbihan. Lors de la fermeture de l'école, la mairie et la poste s'y installent . Au début des années 1990 après le départ de la Poste, elle devient bibliothèque municipale et salle communale des Ajoncs.
- Puits fermé

Le puits restauré se trouve au centre du bourg.
- Maisons anciennes du bourg

Le bourg possède encore des maisons anciennes, notamment autour de la place de l'église et dans les ruelles avoisinantes.
- Pont de La Roche-Bernard

Le pont traverse la Vilaine entre les communes de Marzan et de Nivillac, le pont actuel est le troisième édifice construit sur le site.
- Pont du Morbihan

Ce pont est un ouvrage d'art construit de 1993 à 1995 pour le contournement de l’agglomération de La Roche-Bernard par le nouveau tracé de la Route nationale 165 devenue voie express. De la culée de la rive droite située sur la commune de Marzan, les piétons ont la possibilité de traverser la Vilaine par une passerelle située sous le tablier routier.

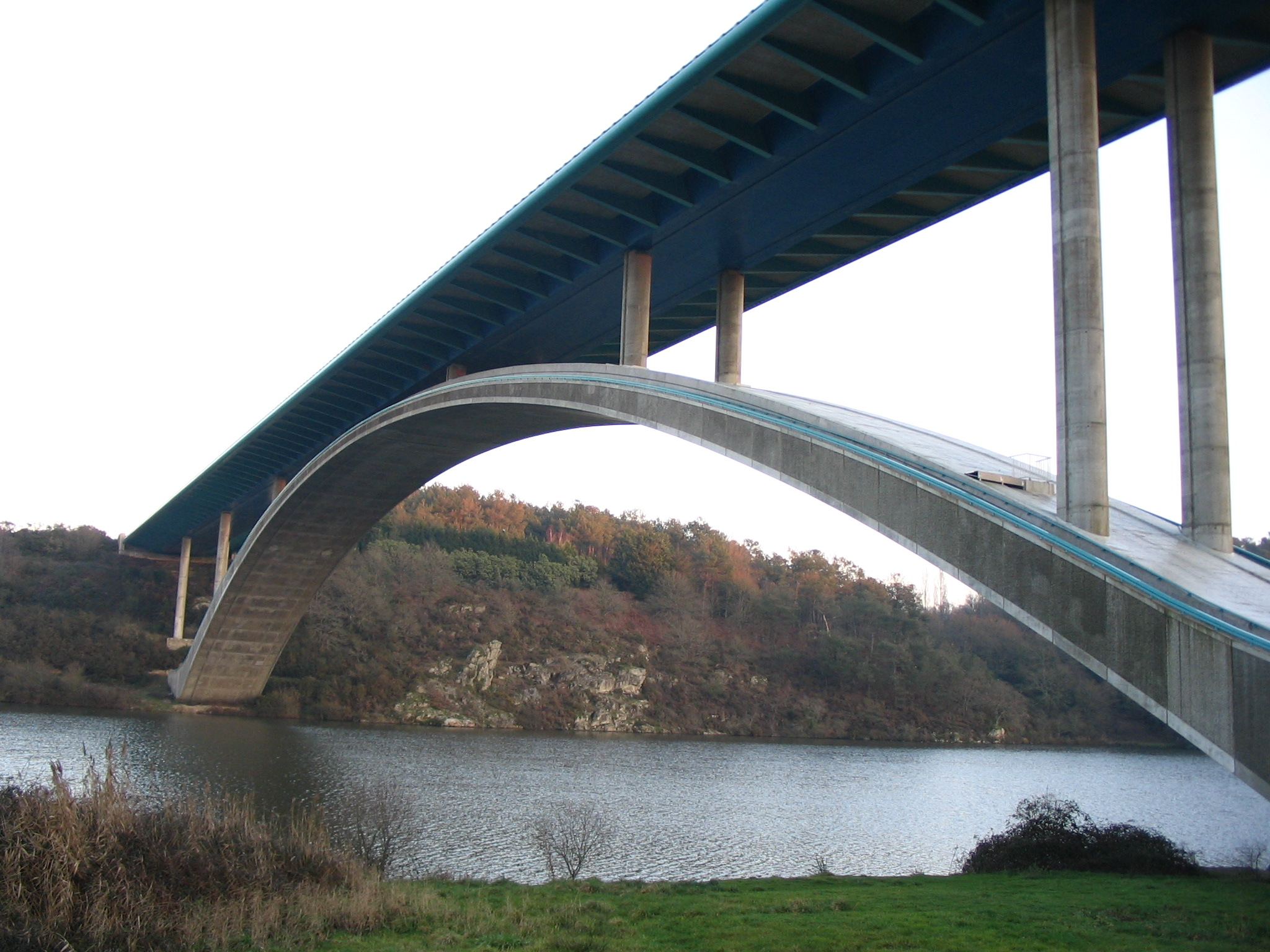
Pont du Morbihan.
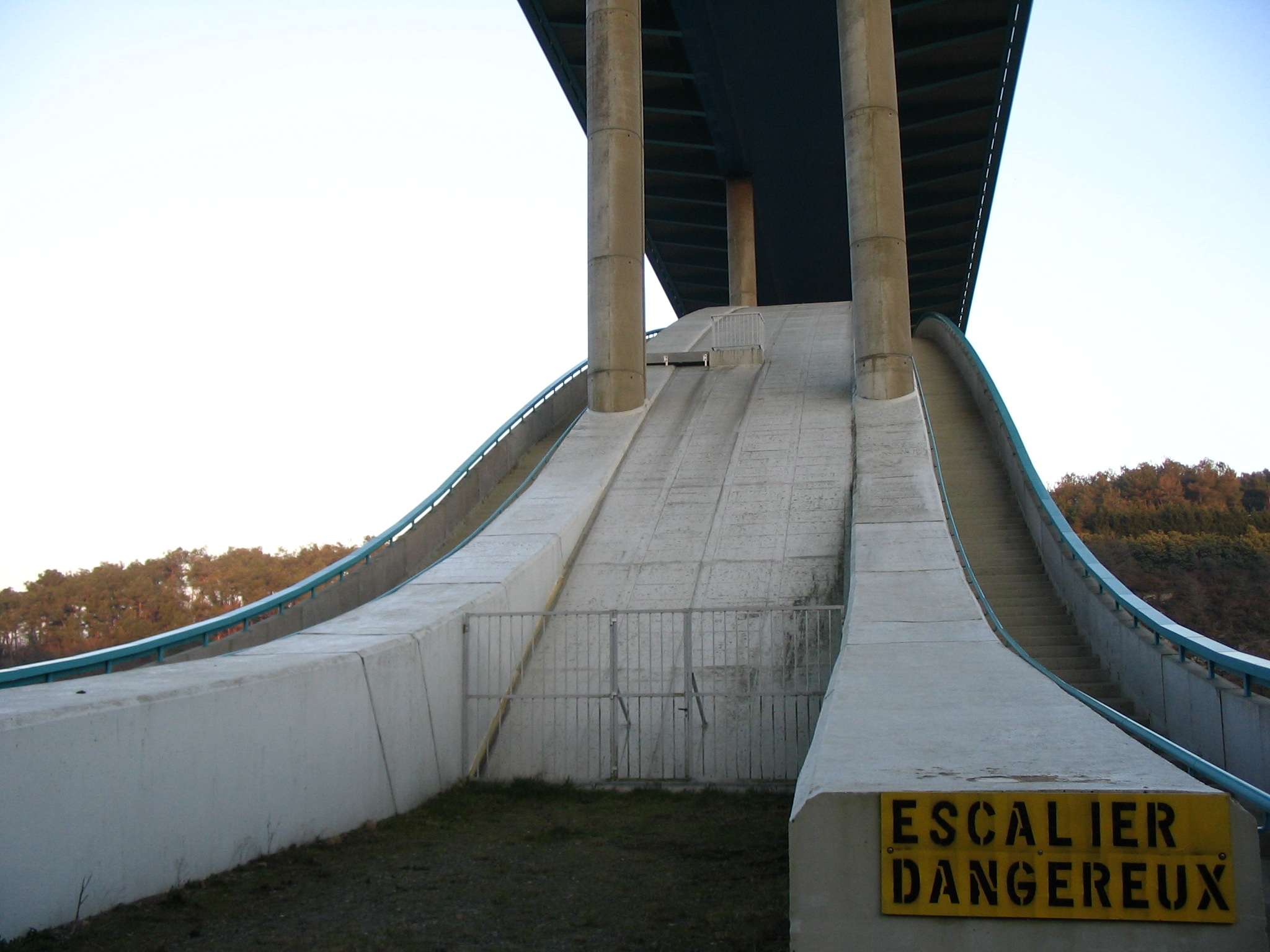
Accès passerelle côté Marzan.

### Héraldique
|  | Les armoiries de Marzan se blasonnent ainsi : Écartelé d’azur à un pont de trois arches d’argent maçonné de sable, et aussi d’azur au lion morné contourné d’argent. (Armes des familles de Pontbriand er du Breil) |

## Personnalités historiques liées à la commune
- Jean Ier, le Roux, duc de Bretagne de novembre 1237 à 1286, meurt le 8 octobre 1286 au château de l’Isle à Marzan. Il accompagne Louis IX à la Croisade de 1270. En 1250 il fait ouvrir l’abbaye de Prières de Billiers.
- Arthur II duc de Bretagne de 1305 à 1312, meurt le 27 août 1312 au château de l’Isle à Marzan. Fils de Jean II duc de Bretagne et de Béatrice d’Angleterre, il devient duc, à la mort de son père, le 18 novembre 1305. Son corps est inhumé à Ploërmel dans l’église des Carmes et son cœur dans l’église des pères Cordeliers à Vannes[6]